# 1305
| [ Edytuj tabelę ]                          |                                                               |
| Król Polski                                | - 1300 Wacław II 1305 - 1305 Wacław III (niekoronowany) 1306  |
| Książę Małopolski                          | - 1291 Wacław II 1305 - 1305 Wacław III 1306                  |
| Książę Wielkopolski                        | - 1300 Wacław II 1305                                         |
| Król Albanii                               | - 1301 Filip I 1332                                           |
| Współksiążęta Andory                       | - 1295 Guillem de Montcada 1308 - 1302 Gaston I 1315          |
| Król Angkoru                               | - 1295 Indrawarman III 1307                                   |
| Król Anglii                                | - 1272 Edward I 1307                                          |
| Król Aragonii i Walencji, hrabia Barcelony | - 1291 Jakub II Sprawiedliwy 1327                             |
| Margrabia Brandenburgii                    | - 1267 Otto IV 1308 - 1293 Henryk I 1318 - 1304 Waldemar 1319 |
| Książę Burgundii                           | - 1272 Robert II 1306                                         |
| Książę Dolnej Bawarii                      | - 1290 Stefan I 1309 - 1290 Otton III 1312                    |
| Książę Górnej Bawarii                      | - 1294 Rudolf I 1317 - 1294 Ludwik III 1340                   |
| Cesarz Bizancjum                           | - 1282 Andronik II Paleolog 1328                              |
| Car Bułgarii                               | - 1300 Teodor Swetosław 1322                                  |
| Cesarz Chin                                | - 1294 Temür Öldżejtü 1307                                    |
| Król Cypru                                 | - 1285 Henryk II 1306                                         |
| Król Czech                                 | - 1278 Wacław II 1305 - 1305 Wacław III 1306                  |
| Król Danii                                 | - 1286 Eryk Menved 1319                                       |
| Władca Egiptu                              | - 1299 An-Nasir Muhammad 1309                                 |
| Cesarz Etiopii                             | - 1299 Uyddym Raad 1314                                       |
| Król Francji                               | - 1285 Filip IV Piękny 1314                                   |
| Hrabia Holandii                            | - 1304 Wilhelm III 1337                                       |
| Cesarz Japonii                             | - 1301 Go-Nijō 1308                                           |
| Kalif                                      | - 1302 Al-Mustakfi I 1340                                     |
| Król Kastylii i Leónu                      | - 1295 Ferdynand IV Pozwany 1312                              |
| Patriarcha Konstantynopola                 | - 1303 Atanazy I 1309                                         |
| Władca Korei                               | - 1274 Ch’ungnyŏl 1308                                        |
| Wielki książę litewski                     | - 1295 Witenes 1316                                           |
| Cesarz Majapahitu                          | - 1293 Raden Wijaya 1309                                      |
| Sułtan Maroka                              | - 1286 Abu Jakub Jusuf 1307                                   |
| Książę Moskwy                              | - 1303 Jerzy Daniłowicz 1325                                  |
| Król Nawarry                               | - 1284 Filip I 1305 - 1305 Ludwik I 1316                      |
| Król Norwegii                              | - 1299 Haakon V Długonogi 1319                                |
| Hrabia Palatynatu                          | - 1294 Rudolf I Wittelsbach 1317                              |
| Papież                                     | - 1305 Klemens V 1314                                         |
| Król Portugalii                            | - 1279 Dionizy I 1325                                         |
| Sułtan Rumu                                | - 1303 Masud II 1307                                          |
| Książę Rusi halickiej                      | - 1300 Jerzy I 1308                                           |
| Cesarz Rzymski (niemiecki)                 | - 1298 Albrecht I Habsburg 1308                               |
| Książę Saksonii                            | - 1298 Rudolf I 1356                                          |
| Król Serbii                                | - 1282 Stefan Urosz II 1321                                   |
| Król Szwecji                               | - 1290 Birger I Magnusson 1318                                |
| Sułtan Turków                              | - 1299 Osman I 1324                                           |
| Doża Wenecji                               | - 1289 Pietro Gradenigo 1311                                  |
| Król Węgier                                | - 1301 Wacław Czeski 1305 - 1305 Bela V 1308                  |
| Wielki mistrz zakonu krzyżackiego          | - 1302 Siegfried von Feuchtwangen 1310                        |

Rok 1305 / MCCCV
stulecia: XIII wiek ~
XIV wiek ~
XV wiek

lata: 1295 «
1300 «
1301 «
1302 «
1303 «
1304 «
1305
» 1306
» 1307
» 1308
» 1309
» 1310
» 1315

## Wydarzenia w Polsce
- 21 czerwca – po śmierci Wacława II, Wacław III Czeski (syn Wacława II) został władcą Polski.
- miał miejsce najazd litewski na Kalisz[1].
- Został wydany „Spis dziesięcin biskupstwa wrocławskiego”. Jest to najstarszy znany dziś dokument, w którym po raz pierwszy wymienia się nazwy wielu śląskich wsi i miasteczek, m.in.: Obornik Śląskich, Knurowa, Ornontowic, Ustronia, Czechowic, Turzy Śląskiej, Radlina, Jasienicy i wielu innych.
- Zalewo otrzymało prawa miejskie.

## Wydarzenia na świecie
- 5 czerwca – po 11 miesiącach konklawe wybrało na papieża francuskiego arcybiskupa Bertranda de Got, który przyjął imię Klemens V; nowo wybrany papież nigdy nie zobaczył Rzymu, natomiast rezydował w różnych miejscach Francji, a od 1309 roku osiadł w (należącym wtedy do Królestwa Neapolu) Awinionie - i zapoczątkował okres tzw. niewoli awiniońskiej.
- 23 czerwca – hrabia Robert III Flandryjski podpisał we francuskiej niewoli traktat z Athis-sur-Ogne, na mocy którego w zamian za ustępstwa terytorialne odzyskał wolność.
- 23 sierpnia – został stracony bohater narodowy Szkocji, przywódca szkockiego powstania antyangielskiego William Wallace, współcześnie spopularyzowany na świecie za sprawą filmu historycznego Braveheart. Waleczne serce w reż. Mela Gibsona.
- Nowym wielkim mistrzem joannitów został Foulques de Villaret w miejsce swego zmarłego wuja Guillaume de Villareta.

## Urodzili się
- Elżbieta Łokietkówna, królowa węgierska, żona Karola Roberta (zm. 1380)

## Zmarli
- 21 czerwca – Wacław II, król Czech i Polski (ur. 1271)
- 23 sierpnia – William Wallace, przywódca szkockiego powstania przeciw Anglii (ur. 1272)
- 10 września – Mikołaj z Tolentino, włoski augustianin, święty katolicki (ur. 1245)
- 18 listopada – Jan II Bretoński, książę Bretanii (ur. 1239)